# Cercanías Málaga

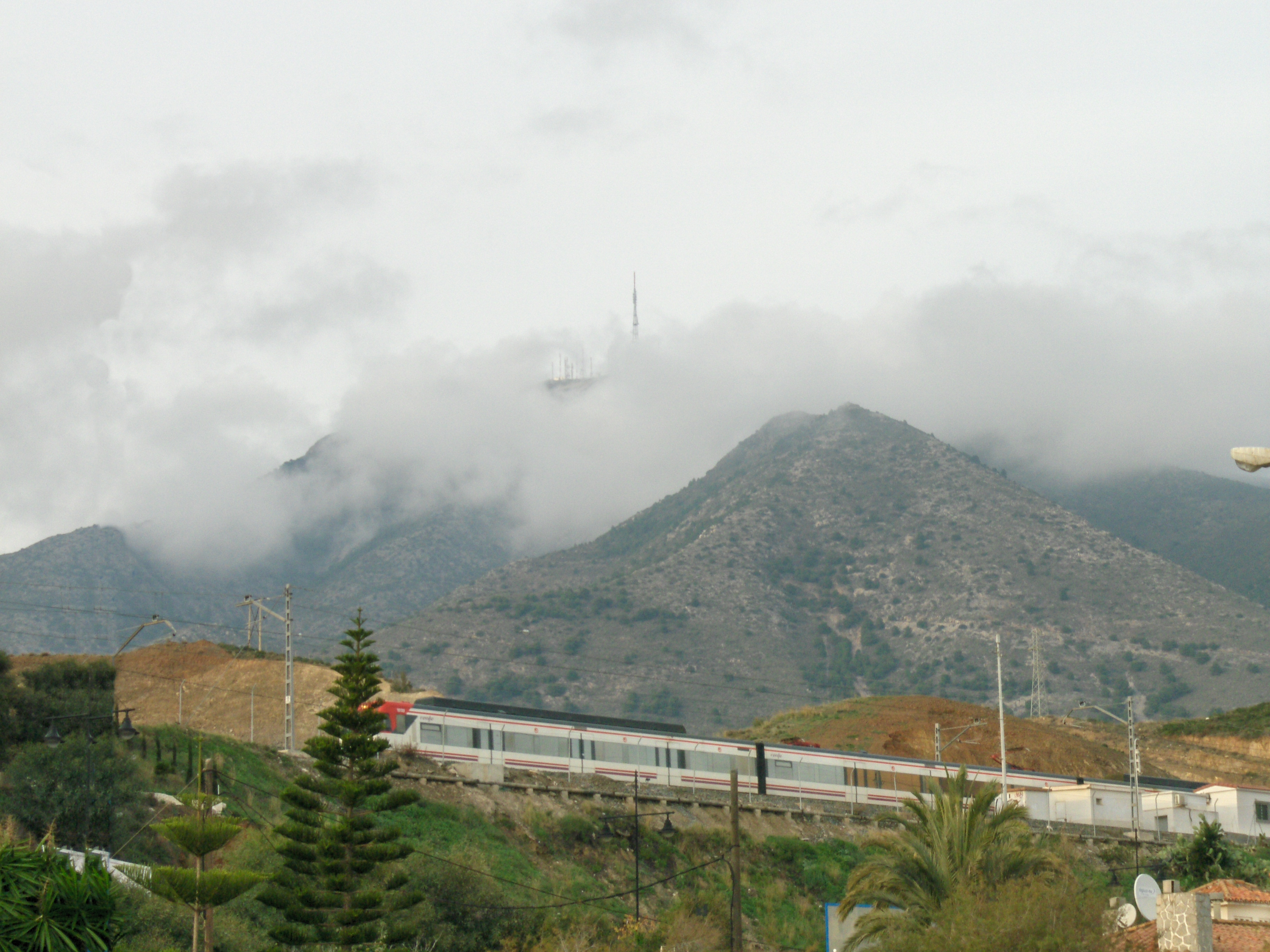
Trein passeert Fuengirola

Cercanías Málaga is een regionaal vervoersnetwerk rondom de Spaanse stad Málaga. Het netwerk bestaat uit twee lijnen die de stad verbinden met nabijgelegen plaatsen. Het wordt geëxploiteerd door Cercanías Renfe, dat niet alleen zijn regionale treinen in Málaga heeft rijden, maar ook in andere Spaanse steden. Als voorbeeld dient het netwerk in Barcelona. De totale lengte van het netwerk is 70,0 kilometer. Er zijn 24 stations. De spoorbreedte is 1672 mm (breedspoor).
Jaarlijks worden meer dan 8 miljoen reizigers vervoerd.

## Lijnen
| lijn | route                            | km |
| ---- | -------------------------------- | -- |
|      | Málaga - Aeropuerto - Fuengirola | 31 |
|      | Málaga - Álora                   | 38 |

In de steden Málaga, Torremolinos en Fuengirola verloopt de spoorlijn grotendeels in een tunnel.
De lijn C1 loopt aan de Costa del Sol en gaat via de steden Torremolinos en Benalmádena naar Fuengirola. Oorspronkelijk was dit traject deels enkelsporig, maar is in 2008 voor een groot deel tweesporig uitgebouwd om een hogere frequentie (20 minuten dienstregeling in beide richtingen) mogelijk te maken. De spoorlijn wordt uitsluitend door voorstadstreinen gebruikt en heeft een functie voor de toeristische plaatsen aan de Costa del Sol.
In Benalmádena is er aansluiting op de kabelbaan Teleférico de Benalmádena naar de bergtop van de Monte Calamorro (700 m.).
De breedspoorlijn werd in 1975 geopend nadat de voormalige smalspoorlijn was omgebouwd naar het Iberische breedspoor en werd geëlektricificeerd.
Lijn C2 gaat van Málaga naar Álora. De lijn werd vanaf de opening in 1863 geëxploiteerd door de Compañía del Ferrocarril de Córdoba a Málaga en werd in 1879 geïntegreerd in het bedrijf Compañía de los Ferrocarriles Andaluces. Na de nationalisatie in 1941 kwam de exploitatie in handen van de RENFE. Omdat de voorstadstreinen dezelfde breedspoorlijn als andere treinen, gebruikt is slechts een frequentie van 1 trein in de 90 minuten mogelijk. Voor de opening van de hogesnelheidslijn Córdoba-Málaga was slechts een trein per 2 tot 3 uur mogelijk. De Cercanías Málaga heeft een stipheidsscore van 98%.

### Stations lijn C-1
- Málaga Centro-Alameda

Het station stamt uit 1976 toen de spoorlijn vanuit het centrum werd verlengd. Oorspronkelijk was de naam Málaga-Guadalmedina. Het ligt onder de Calle Cuarteles in de wijk El Perchel.
- Málaga-María Zambrano

Dit is het centrale station van Málaga met aansluitingen op het Spaanse hogesnelheidsnetwerk. Sinds 2007 is het station genoemd naar de filosofe María Zambrano, voorheen was de naam Málaga-Término. Op Sevilla-Santa Justa na is dit het drukste station van Andalusië. Het station bevat perrons met zowel normaalspoor (spoor 1-6) als breedspoor (spoor 7-11).
- Victoria Kent (Málaga)

Dit ondergrondse station werd geopend op 13 juni 2009 ter vervanging van de voormalige halte San Andres. De spoorlijn tussen Málaga María Zambrano en Victoria Kent werd toen volledig ondergronds. De halte ligt bij de wijk Nuevo San Andrés 1  en het district Carretera de Cádiz in Málaga. Zowel lijn C-1 als C-2 stoppen hier. Het station is vernoemd naar de juriste en politicus Victoria Kent.
- Guadalhorce

De voormalige halte werd in september 2010 vervangen door de huidige ondergrondse halte toen een deel van het traject plaats moest maken voor een nieuwe landingsbaan van de luchthaven Málaga.
- Aeropuerto

Dit ondergronds station op de Luchthaven Málaga werd in september 2010 geopend ter vervanging van de voormalige haltes Aeropuerto en Cargo Terminal de Carga. De voormalige enkelsporige spoorlijn met een brug over de rivier Guadalhorce werd toen vervangen door een tunnel onder een nieuwe landingsbaan van de luchthaven.
- San Julián

Halte in het district Churriana van Málaga. Naast deze halte staat nog het originele stationsgebouw van de voormalige smalspoorlijn van Málaga naar Fuengirola die werd geëxploiteerd door de FSM, later LVEF. Vanaf dit station was er een aftakking naar Coin.
- Plaza Mayor

Halte in de buurt van de wijk Gualdalmar in Málaga en groot winkelcomplex van Malaga.
- Los Alamos

Halte in een buitenwijk van Málaga.
- La Colina

Halte in de buitenwijk La Colina van Torremolinos, tussen Camino del Carnicero en de N-340.
- Torremolinos

Ondergronds station aan de Plaza de la Nogalera in Torremolinos.
- Montemar-Alto

Halte in de wijk Montemar in Torremolinos evenwijdig aan de straat Avenida de Carmelo.
- El Pinillio

Halte in de wijk El Pinillio in Torremolinos vlak bij de straat Calle Salgareño.
- Benalmádena-Arroyo de la Miel

Station tussen de Avenida de la Estación en de Avenida de la Constitución. Het ligt vlak bij een aantal toeristische attracties.
- Torremuelle (Benalmádena)

Halte in de buitenwijk Torremuelle van Benalmádena. Het adres is Calle del Guadalhorce nº 10. De naam komt van de vuurtoren die vlak bij de halte aan de kust staat.
- Carvajal (Fuengirola)

Halte in de buitenwijk Carvajal van Fuengirola aan de Calle Ladera. De halte ligt op minder dan 100 meter van het strand.
- Torreblanca (Fuengirola)

Halte in de buitenwijk Torreblanca van Fuengirola aan de Calle Ferrocarril.
- Los Boliches (Fuengirola)

De halte ligt op een viaduct boven de Avenida de Jesús Santos Rein en ligt in de wijk Los Boliches in Fuengirola.
- Fuengirola

Ondergronds station aan de Avenida de Jesús Santos Rein in Fuengirola. Op dit moment is dit het eindstation. Het is de bedoeling de spoorlijn vanuit hier door te trekken richting Estepona.

### Stations lijn C-2
- Málaga Centro-Alameda

Zie stations lijn C-1.
- Málaga-Maria Zambrano

Zie stations lijn C-1.
- Victoria Kent (Málaga)

Zie stations lijn C-1.
- Los Prados

Dit station in Málaga werd op 16 september 1863 geopend.
- Campanillas

Dit station in Málaga werd op 16 september 1863 geopend.
- Cártama

Dit station in Cártama werd op 16 september 1863 geopend.
- Aljaima

Dit station in Cártama werd op 16 september 1863 geopend.
- Pizarra

Dit station in Pizarra werd op 16 september 1863 geopend.
- Álora

Dit station in Álora werd op 16 september 1863 geopend. De voorstadslijn C-2 eindigt hier, maar spoorlijn loopt verder door naar Córdoba. Het station heeft aansluiting op het lange-afstandsverkeer van de RENFE.

### Materieel
Als voertuigen worden de elektrische treinstellen van de serie 446 ingezet. Deze treinstellen zijn gebouwd in 1989-1993.

### Hogesnelheidsnetwerk
Het station Málaga-Maria Zambrano is aangesloten op het normaalsporige hogesnelheidsnetwerk van de Spaanse spoorwegen RENFE.
De Lineas Alta Velocidad (LAV) tussen Málaga en Córdoba werd in twee delen geopend. Op 17 december 2006 werd het gedeelte Córdoba – Antequera-Santa Ana (bij Bobadilla) (105 km) geopend en in 2008 volgde het traject Antequera-Santa Ana - Málaga (40 km). De bouw werd in 2001 gestart en de lijn is geschikt voor 350 km/h. De reistijd tussen Córdoba en Málaga werd hiermee verkort van 3 uur naar 45 minuten.

### Metro van Málaga
In 2013 gaat de eerste metrolijn open in Málaga. In het totaal zullen er 6 metrolijnen komen.
Bij de stations Málaga-Maria Zambrano en Aeropuerto sluit de metro aan op de voorstadsspoorlijn.

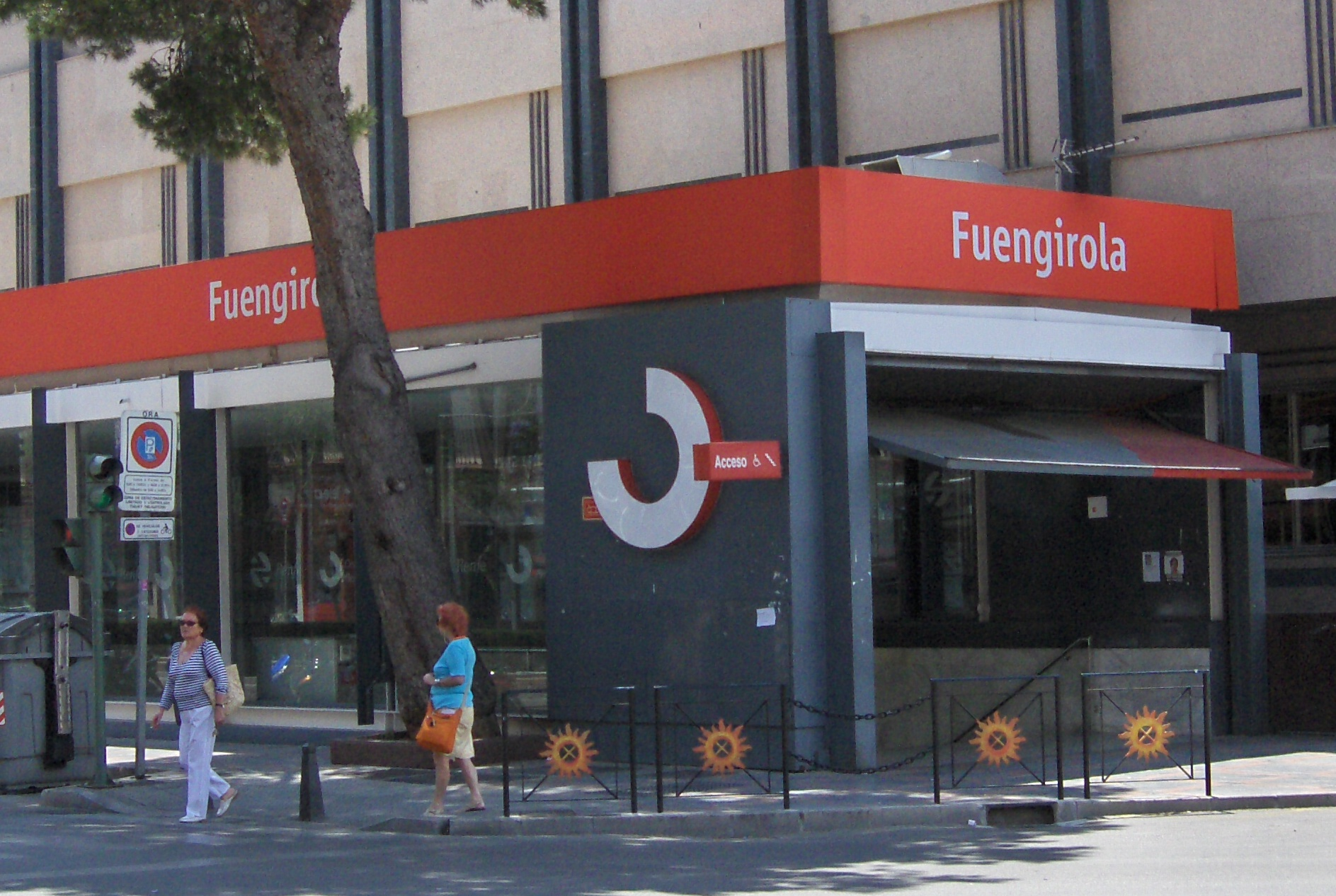
De toegang naar het station van Fuengirola

### Uitbreidingen
Er zijn plannen om vanuit het station Málaga Centro-Alameda de spoorlijn oostwaarts te verlengen naar de stad Nerja (55 km).
Daarnaast wil men de lijn vanuit Fuengirola via Mijas, Algeciras en Marbella door te trekken naar Estepona.